# 世界の超豪華・珍品料理
世界の超豪華・珍品料理（せかいのちょうごうかちんぴんりょうり）は、1984年秋から1998年夏までフジテレビ系列局で春と秋の改編期、年末年始と夏を中心に年1回または2回ペースで放送された特別番組（バラエティ・料理・紀行・旅番組）。

## 概要
「木曜ファミリーワイド」、「金曜おもしろバラエティ」、「火曜ワイドスペシャル（後のカスペ!）」、「強力!木スペ120分」などでの90分または2時間枠で放送されていたが編成上の都合により、他の放送枠で放送された時もある。
様々な世代のタレントが海外ロケに出向き、食用蛇、ムカデ、ゴキブリ、蜂、ヒル、ネズミ、ラクダ、トラ、ワニ、ピラニアなどの、放送されていたゴールデンタイムにとてもふさわしくないゲテモノ料理や激辛料理等を飲食しレポートするのが基本的な流れであった。毎回「いやー!」「まずい!」と誰もがほぼ口にしてしまうのが恒例となっていた。それら珍品を食すだけに、出演する芸能人の食レポのさまざまなまずそうな反応を放送することで様々な個性豊かなリアクションが生まれた。

## 不祥事発覚による打ち切りとその後
若手からベテラン、大御所まで出演し、個性豊かなリアクションを見せる番組内容は視聴者に親しまれたが、その一方で、ゴールデンタイムの時間帯においてグロテスクな料理を各芸能人が露骨に気味悪がる様子や、嫌そうに食べるリアクションはマナー的にも失礼といった批判やそれを毎度毎度見せて「お笑い」にするという趣旨が、時代背景・放送倫理基準の厳重化・番組予算の縮小等々の影響で、「週刊フジテレビ批評」をはじめとした各メディア・PTA・民放連等に度々批判されるようになった。更に、ワシントン条約で国際商取引きが禁止されているベンガル虎の肉料理「トラ肉の広東風炒め」を美川憲一、うつみ宮土理、西村知美に食べさせた事に対して、世界自然保護基金（WWF）日本委員会がフジテレビに対し猛抗議したことが問題となり、1998年7月9日（「木スペ120分」枠）の放送を以って、14年にわたる番組が事実上の打ち切りとなった。
2009年6月17日にポニーキャニオンより「フジテレビ開局50周年記念DVD」のひとつとしてDVDが発売された。

## 出演者
基本的に毎回異なっており、1組2名または3名で3〜4組出演していた。以下五十音順に記す
- 愛川欽也
- あのねのね
- 東ちづる
- 有賀さつき（当時フジテレビアナウンサー）
- 飯島愛
- 石田純一
- イッセー尾形
- 稲川淳二
- 今田耕司
- 井森美幸
- 磯野貴理子
- うつみ宮土理
- 梅宮辰夫
- 岡本夏生
- 小川知子
- カイヤ川崎（現：カイヤ）
- 神田うの
- 桑野信義
- コロッケ
- 近藤真彦
- 堺正章
- 榊原郁恵
- 定岡正二
- 猿岩石
- ジェニーいとう
- 島崎和歌子
- 清水アキラ
- 笑福亭笑瓶
- 瀬川瑛子
- 高見知佳
- 田中義剛
- 田代まさし
- 田村英里子
- ダチョウ倶楽部
- 千秋
- 出川哲朗
- 所ジョージ
- とんねるず
- 長野智子（当時フジテレビアナウンサー）
- 西川きよし
- 西村知美
- 西山喜久恵（フジテレビアナウンサー）
- 野々村真
- 野沢直子
- 原田伸郎
- 東野幸治
- 久本雅美
- ヒロミ（B21スペシャル、メンバーのミスターちんとは別で出演）
- 藤村俊二
- 益田由美（当時フジテレビアナウンサー）
- 松村邦洋
- 松本伊代
- 美川憲一
- ミスターちん（B21スペシャル、メンバーのヒロミとは別で出演）
- モト冬樹
- 森公美子
- 森口博子
- 八木亜希子（当時フジテレビアナウンサー）
- 辺見えみり
- 山口美江
- 山瀬まみ
- ゆうゆ（岩井由紀子）
- 吉村明宏
- 和田アキ子

など

### ゲスト
- ジャッキー・チェン - とんねるずが香港の料理を食す回の時にスペシャルゲストとして登場。「満願全席」の一部という珍品料理を食レポートすることになり、漢方のスープや「人糞虫茶」「鼠仔酒」などを飲んだ。当番組において海外ゲストが出演したのは、この時だけである。

## スタッフ
- ナレーター：田中信夫
- 構成：奥山侊伸、玉井貴代志、望月敏、沢口義明　など
- 演出：木村忠寛（初代）
- プロデューサー：石田弘（初代） → 木村忠寛（2代目）[2]

## 放送日時
| 回     | 放送日         | 放送時間           | 放送枠                 | 視聴率 | 備考                                     |
| ------ | -------------- | ------------------ | ---------------------- | ------ | ---------------------------------------- |
| 1      | 1984年11月1日  | 木曜 20:02 - 21:48 | 木曜ファミリーワイド   | 14.6%  |                                          |
| 2      | 1985年5月2日   | 木曜 20:02 - 21:48 | 木曜ファミリーワイド   | 13.0%  |                                          |
| 3      | 1986年10月31日 | 金曜 19:30 - 20:54 | 金曜おもしろバラエティ | 16.7%  |                                          |
| 4      | 1987年10月30日 | 金曜 19:30 - 20:54 | 金曜おもしろバラエティ | 17.7%  |                                          |
| 総集編 | 1988年5月27日  | 金曜 19:30 - 20:54 | 金曜おもしろバラエティ | 17.2%  |                                          |
| 5      | 1988年10月25日 | 火曜 19:30 - 20:54 | 火曜ワイドスペシャル   | 21.5%  |                                          |
| 6      | 1989年10月31日 | 火曜 19:30 - 20:54 | 火曜ワイドスペシャル   | 22.2%  |                                          |
| 7      | 1990年10月30日 | 火曜 19:30 - 20:54 | 火曜ワイドスペシャル   | 20.0%  |                                          |
| 8      | 1992年11月3日  | 火曜 19:30 - 20:54 | 火曜ワイドスペシャル   | 28.2%  |                                          |
| 9      | 1993年11月2日  | 火曜 19:30 - 20:54 | 火曜ワイドスペシャル   | 24.2%  |                                          |
| 10     | 1994年11月1日  | 火曜 19:30 - 20:54 | 火曜ワイドスペシャル   | 23.2%  |                                          |
| 総集編 | 1994年12月13日 | 火曜 19:30 - 20:54 | 火曜ワイドスペシャル   | 18.9%  | 祝10周年SP                               |
| 11     | 1995年10月31日 | 火曜 19:30 - 20:54 | 火曜ワイドスペシャル   | 17.0%  |                                          |
| 総集編 | 1996年3月19日  | 火曜 19:30 - 20:54 | 火曜ワイドスペシャル   | 11.9%  | すべて見せます爆笑世界の超豪華珍品料理SP |
| 12     | 1996年12月3日  | 火曜 19:30 - 20:54 | 火曜ワイドスペシャル   | 17.3%  |                                          |
| 13     | 1997年7月1日   | 火曜 19:30 - 20:54 | 火曜ワイドスペシャル   | 11.2%  |                                          |
| 14     | 1997年11月13日 | 木曜 19:00 - 20:54 | 強力!木スペ120分       | 13.6%  |                                          |
| 15     | 1998年7月9日   | 木曜 19:00 - 20:54 | 強力!木スペ120分       | 13.1%  | 事実上の最終回                           |